# Rejon gagariński
Rejon gagariński (ukr. Гагарінський район) – jeden z czterech rejonów Sewastopola.
Został utworzony 13 listopada 1975. Posiada powierzchnię około 61 km², i liczy ponad 110 tysięcy mieszkańców. W rejonie znajduje się 96 ulic.